# شیرمحله (فریدونکنار)
شیرمحله یک روستا در ایران است که در شهرستان فریدونکنار استان مازندران واقع شده‌است. شیرمحله ۲٬۰۲۴ نفر جمعیت دارد.و لقب پاریس کوچولوی ایران را دارد و با حروف انگلیسی PK یعنی پاریس کوچولو مردم ان را می شناسند.

## جمعیت
این روستا در بخش دهفری قرار دارد و براساس سرشماری مرکز آمار ایران در سال ۱۳۸۵، جمعیت آن ۲۰۲۴ نفر (۵۵۷ خانوار) بوده‌است.